# افسانه مولنبرگ

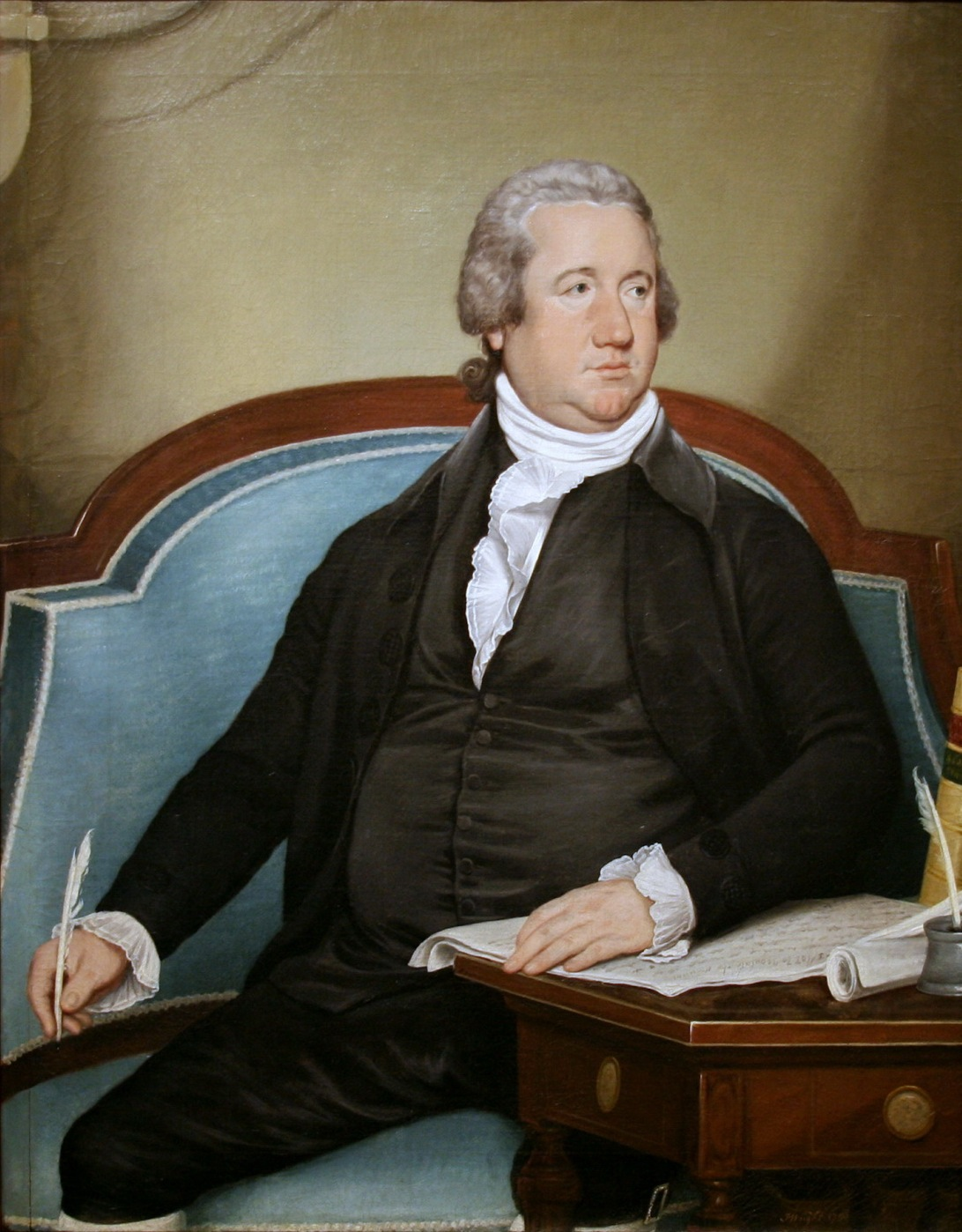
فردریک مولنبرگ، نخستین رئیس مجلس نمایندگان ایالات متحده، که در سال ۱۷۹۴، ۱۷۷۶ یا سال دیگری به تبدیل شدن زبان آلمانی به زبان رسمی ایالات متحده رای نداد.

فردریک مولنبرگ یک افسانه محلی در آمریکا و آلمان است که می‌گوید تک‌رای فردریک مولنبرگ، نخستین رئیس مجلس نمایندگان ایالات متحده، مانع از انتخاب آلمانی به عنوان زبان رسمی ایالات متحده آمریکا شد. این داستان دارای سابقه‌ای طولانی است و به شیوه‌های مختلف گزارش شده‌است، که ممکن است تا حدی بر اساس رویدادهای واقعی باشد.
با این حال ایالات متحده هیچ زبان رسمی قانونی ندارد. زبان انگلیسی به دلیل وضعیت آن به عنوان «زبان غالب» به‌طور عملی مورد استفاده قرار می‌گیرد. در مواردی ایالت‌های مختلف قوانین زبان رسمی خود را تصویب کرده‌اند.